# Baryceros tetraspilus
Baryceros tetraspilus là một loài tò vò trong họ Ichneumonidae.